# Kașperivka, Tetiiv
Kașperivka (în ucraineană Кашперівка) este o comună în raionul Tetiiv, regiunea Kiev, Ucraina, formată numai din satul de reședință.

## Demografie
Componența lingvistică a comunei Kașperivka
     Ucraineană (98,59%)
     Rusă (1,3%)
     Alte limbi (0,08%)
Conform recensământului din 2001, majoritatea populației comunei Kașperivka era vorbitoare de ucraineană (98,59%), existând în minoritate și vorbitori de rusă (1,3%).